# Spoorlijn Landsberg - Schongau
De spoorlijn Landsberg am Lech - Schongau, ook wel Fuchstalbahn genoemd, is een Duitse spoorlijn als lijn 5365 onder beheer van DB Netze.

## Geschiedenis
Het traject werd door de Königlich Bayerische Staats-Eisenbahnen op 16 november 1886 geopend.

## Treindiensten

### Deutsche Bahn
De Deutsche Bahn verzorgt het personenvervoer op dit traject met RE- en RB-treinen.

## Aansluitingen
In de volgende plaatsen was of is er een aansluiting van de volgende spoorwegmaatschappijen:

### Landsberg am Lech
- Lechfeldbahn spoorlijn tussen Augsburg en Landsberg am Lech

### Schongau
- Pfaffenwinkelbahn spoorlijn tussen Weilheim en Schongau
- Kaufbeuren - Schongau spoorlijn tussen Kaufbeuren en Schongau